# ویلا سانتآنتونیو
ویلا سانتآنتونیو (به ایتالیایی: Villa Sant'Antonio) یک کومونه در ایتالیا است که در استان اریستانو واقع شده‌است. ویلا سانتآنتونیو ۱۹٫۲ کیلومتر مربع مساحت و ۴۴۱ نفر جمعیت دارد.